# Звезда Улугбека (фильм)
«Звезда Улугбека» (узб. Ulug’bek yulduzi) — советский чёрно-белый художественный фильм режиссёра Латифа Файзиева, снятый в 1964 году на киностудии Узбекфильм.
Премьера фильма состоялась — 18 октября 1965 года.

## Сюжет
Историко-биографический фильм рассказывает о жизни просветителя, учёного, астронома — султана Улугбека.
Действие происходит в XIV веке в Самарканде. Любимый внук своего деда Тамерлана, жестокого завоевателя, основавшего империю Тимуридов, взошедший на престол в 15-летнем возрасте, сильно отличался от Тимура Хромого. Его страстью была наука, по ночам Улугбек изучал звёзды, составлял таблицы движения небесных тел в построенной им обсерватории (1424—1428), а утром надевал чалму султана. Ему пришлось бороться с реакционными силами в тогдашней Средней Азии, особенно с духовенством, противившемся всем его прогрессивным начинаниям.
Убедившись в тщетности оторвать Улугбека от научных занятий, духовенство настраивает против него собственного сына Абдуллатифа, который поднимает восстание и осаждает Самарканд.  Улугбек, видя царящие в столице голод и разруху, решает отречься от престола и покинуть город. Воспользовавшись этим, дервиши разрушают обсерваторию, жгут книги и подсылают наёмного убийцу.

## В ролях
- Шукур Бурханов – Улугбек (дублирует Сергей Курилов)
- Алим Ходжаев – Ходжа Ахрар, духовный глава мусульман (дублирует В.Балашов)
- Н. Камбарова – Фируза-ханум, жена Улугбека (дублирует Н.Зорская)
- Ульмас Алиходжаев – Али Кушчи (дублирует О.Голубицкий)
- Хамза Умаров – Абдураззак (дублирует О.Мокшанцев)
- Раззак Хамраев – Фарман-шах (дублирует А.Алексеев)
- Мукаррама Камалова – Хайринисо, дочь Сайида, жена Али Кушчи (дублирует А.Кончакова)
- С. Икрамов – Шайхульисла, духовный наставник Улугбека
- Наби Рахимов – Бобо Кайфи
- Нигмат Касымов – Пири Зиндони
- Хашим Гадоев –  Шахзаде Абдуллатиф, сын Улугбека
- Аббас Бакиров  — Аббас (дублирует П. Винник)
- Хикмат Латыпов — Сайид Абид (дублирует К.Тыртов)
- Сайфи Алимов – астролог (дублирует Е.Тетерин)
- Рахим Пирмухамедов – повар (дублирует С. Цейц)
- Шарафат Шакирова – эпизод
- Шерали Пулатов – эпизод  (нет в титрах)
- Санат Диванов – эпизод (нет в титрах)
- Сагат Талипов – дервиш (дублирует В. Маренков)
- Марьям Якубова – эпизод  (нет в титрах)
- София Туйбаева – эпизод  (нет в титрах)

## Съёмочная группа
- Авторы сценария: Максуд Шейхзаде
- Режиссёр: Латиф Файзиев
- Оператор:	Александр Панн
- Художники: Эмонуэль Калантаров, Нариман Рахимбаев
- Композиторы: Дани Закиров, Михаил Зив

## Награды
- Вторая премия в категории историко-революционных и исторических фильмов на Всесоюзном кинофестивале—1966 в Киеве.